# Reiz
«Reiz» (в пер. с нем.  — стимул, возбуждение, раздражение, очарование) — российский музыкальный проект, создателем и единственным участником которого является Александр Верзихт. Творчество проекта можно охарактеризовать, как агрессивный электро-индастриал с элементами современных клубных музыкальный направлений, таких как электро, техно, дабстеп и транс

В своих песнях Reiz преимущественно используют русский язык, однако многие песни исполнены на английском, немецком и других языках.

## История
Первые упоминания о новом проекте были опубликованы Александром, на тот момент участником техно-индастриал проекта Cutoff:Sky и группы Witchcraft, в августе 2011. Однако работа над материалом проекта была начата на несколько лет раньше.
В качестве гитариста в проект приглашается Максим Перунов, ранее уже работавший с Александром в Cutoff:Sky
Уже через несколько месяцев Александр покидает проект Cutoff:Sky, официальной причиной ухода называя невозможность продолжения творческих отношений с Олегом, основателем проекта. Вместе с ним Cutoff:Sky покидает и гитарист Максим.
В феврале 2012 года выходит дебютный EP "Это приходит весна...". В релиз входит заглавная песня "Это приходит весна...", а также трек "Hakenkreuz", записанный при гостевом участии Александра Ишутина, лидера групп Arkhitektonika и Nord'n'Commander. Чуть позже выходит сингл "Hakenkreuz (hard version)", представляющий версию песни "Hakenkreuz" в стиле индастриал-метал.
В марте Reiz становится одним из победителей конкурса ремиксов для альбома Women and Satan First немецкого электро-индастриал проекта wumpscut:. Ремикс Reiz на трек "Grobian" выходит на диске DJ Dwarf XII (Beton Kopf Media).
Именно это событие даёт сильный толчок для творчества, и Александр принимает решение продолжить активную работу над проектом.
В июне 2012 года начинается работа над новым альбомом. Одновременно с этим песни проекта выходят на различных сборниках по всему миру. Трек "Hakenkreuz" попадает на сборник "Endzeit Bunkertracks Act VI", который выпускается бельгийским лейблом Alfa Matrix и по праву считается одним из наиболее успешных в этом музыкальном направлении.
В процессе работы над альбомом Александр принимает решение отказаться от работы с гитаристом Максимом в пользу сессионных музыкантов. Максим покидает проект, позднее присоединяется к группе Arkhitektonika.
Дебютный полноформатный альбом, получивший название "На Солнце Снег" выходит в марте 2013 на российском лейбле SYNTH-ME. Альбом состоит из двух дисков: на первый входят оригинальные композиции, на второй - альтернативные версии и ремиксы от таких проектов, как Advent Resilience (Нидерланды), Nosense (Россия), Meine Liebe (Бразилия), Nitemare Machine (Россия), Detuned Destruction (Германия), Nerva Tremo (Россия), Darkrad (Россия/Германия), Vhelena Project (Италия).
В записи альбома принимает участие некоторое количество приглашенных музыкантов - певица Miriam Miles (Австралия), рэп-исполнитель FRZ, гитарист Валерий Senmuth и.т.д.
В июле 2014 года Александр объявляет о прекращении работы над проектом, а в начале 2015 публикует новый сингл "The Ballad Of Gasoline (feat. Senmuth)".

## Другие проекты Александра Верзихта
Александр Верзихт принимал участие в нескольких музыкальных коллективах.
В 2010 году становится участником группы R.I.S.H. в качестве концертного DJ и аранжировщика. Принимает участие в записи и продюсировании EP Machines. Вместе с группой посещает Нижний Новгород, принимает участие в московских концертах.
Весной 2010 входит в состав проекта Cutoff:Sky в качестве вокалиста и соавтора. С проектом записывает EP We Came и альбом Acid Bitch. В составе проекта посещает Казань, Иваново, Санкт-Петербург, Нижний Новгород, выступает на одной сцене с Reaper и Aesthetic Perfection. Осенью 2011 покидает проект в связи с творческими разногласиями с Олегом, основателем Cutoff:Sky.
Весной 2011 года получает приглашение от группы Witchcraft, в которой несколько лет принимает участие в качестве DJ и бэк-вокалиста. Вместе с группой записывает EP Параллельные Миры и несколько песен для альбома Семь, участвует в съемке клипа 7-й Грех. Посещает с концертами Краснодар, Санкт-Петербург и Иваново. В начала 2013 года уходит из группы.
В 2014 году записывает электронные партии для нескольких песен на EP War Inside Of Me группы Grandees.
В начале 2015 года помогает группе Колизей с записью электронных партий для сингла Серебряное Солнце.
С 2015 года является участником российского synthpop-проекта Omnimar, принимает участие в записи дебютного альбома Start.
Также в разное время принимал участие в творчестве групп Shadow'nDust, Arkhitektonika, Цветы Офелии, AntiVirus, U.L.A., Shadow Factor, AW Project, Angelique.

## Дискография
- 2012: Это приходит весна... EP (BH Music)
- 2012: Hakenkreuz (hard version) Single (BH Music)
- 2013: На Солнце Снег 2CD (SYNTH-ME)
- 2015: The Ballad Of Gasoline (feat. Senmuth) Single (BH Music)

### Ремиксы и отдельные композиции
- 2012: Wumpscut — Grobian (reiz remix)
- 2013: Code: Red Core — Denial (reiz remix)
- 2013: Totem Obscura vs. Acylum — Forgotten Time (reiz remix)
- 2014: Wumpscut - Khristfuck (reiz remix)
- 2014: Advent Resilience - Recollection (reiz remix)
- 2015: XSRY - The Light (reiz remix)
- 2015: DBS - Konkurent (reiz remix)

### Сборники
- 2011: An Inner Holiday 2
- 2012: Endzeit Bunkertracks Act. VI (Alfa Matrix)
- 2012: Industrial Wasteland 3 (Industrial Wasteland)
- 2013: Different Parts Vol.13 (Army Of Industrial Darkness)
- 2013: Different Parts Vol.14 (Army Of Industrial Darkness)

### В рамках других проектов
- 2011: R.I.S.H. — Machines (EP)
- 2011: Cutoff:Sky — We Came (EP)
- 2011: Cutoff:Sky — Acid Bitch (Album)
- 2012: Witchcraft — Параллельные Миры (EP)
- 2013: Witchcraft — 7 (Album)
- 2014: Grandees - War Inside Of Me (EP)
- 2015: Колизей - Серебряное Солнце (Single)
- 2015: Omnimar - Start (Album)
- 2015: AW 3.0 - Истребитель (Album)